# Шоколад (фільм)
«Шоколад» (фр. Chocolat) — фільм режисера Лассе Гальстрема за однойменним романом англійської письменниці Джоан Гарріс. У фільмі звучить музика англійського композитора Рейчел Портман. Головну роль виконує Жульєт Бінош, номінована за неї на премії «Оскар» і «Золотий глобус».

## Зміст
Маленьке французьке містечко живе своїм звичним, розміреним життям — строгі розпорядки й правила, регулярні походи до церкви — і, здавалося б, ніщо не провіщає змін. Але ось раптом змінюється вітер, і в містечку з'являються два нових жителі — Вієнн і її шестирічна дочка Анук. Вони відкривають маленьку крамницю солодощів, в якій Вієнн готує дивовижний шоколад, вміло вгадуючи смаки своїх покупців.
З кожним днем заходячи до крамниці все частіше, жителі містечка починають розуміти, що шоколад таємничої незнайомки має чарівну дію — ворогуючі сусіди стали миритися й усвідомлювати, що їм не подобається старомодний порядок містечка. Але такий розвиток подій зовсім не влаштовує мера — адже тоді його беззаперечна влада може завалитися. А Вієнн тим часом продовжує готувати шоколад для мешканців, і випадково зустрічає людину, здатну вгадати її бажання...

## Ролі
| Актор                | Роль             |
| -------------------- | ---------------- |
| Жульєт Бінош         | Вієнн Роше       |
| Вікторія Тівізоль    | Анук Роше        |
| Альфред Моліна       | граф де Рейно    |
| Джуді Денч           | Арманда Вуазен   |
| Джонні Депп          | Ру               |
| Лена Олін            | Жозефіна Мускат  |
| Петер Стормаре       | Серж Мускат      |
| Керрі-Енн Мосс       | Керолайн Клермон |
| Леслі Карон          | Мадам Одель      |
| Ауреліо Парен-Кеніг  | Люк Клермон      |
| Елен Кардона         |                  |
| Гаррісон Претт       |                  |
| Антоніо Гіл-Мартінес |                  |

## Нагороди
Фільм номінувався на премію «Оскар» у 2001 році у п'яти номінаціях («Найкраща стрічка року», «Найкраща жіноча роль першого плану», «Найкраща жіноча роль другого плану», «найкращий адаптований сценарій» і «Найкраща музика до кінофільму»). 
Серед отриманих премій:
- 2001 — премія «Bogey Award»
- 2001 — премія «Audience Award» (Жульєт Бінош)
- 2001 — премія «Guild Film Award - Gold» (Лассе Гальстрем)

## Знімальна група
- Режисер — Лассе Гальстрем
- Сценарист — Роберт Нелсон Джекобс, Джоан Гарріс
- Продюсер — Алан С. Бломквіст, Девід Браун, Кіт Голден
- Композитор — Рейчел Портман